# Unteriberg
Unteriberg är en ort och kommun i distriktet Schwyz i kantonen Schwyz, Schweiz. Kommunen har 2 462 invånare (2023).
I kommunen finns även orten Studen och vintersportområdet Hoch-Ybrig.